# مرتب‌سازی ادغامی آبشاری
مرتب‌سازی ادغامی آبشاری (به انگلیسی: Cascade merge sort) مشابه مرتب‌سازی ادغامی چندمرحله‌ای است با این تفاوت که از توزیع ساده‌تری استفاده می‌کند. هنگامی که تعداد پرونده‌ها کمتر از ۶ تا باشد، عمل ادغام این الگوریتم کندتر از عمل ادغام یک چندمرحله‌ای است، اما اگر تعداد پرونده‌ها بیشتر از ۶ تا باشد، عمل ادغام این الگوریتم به مراتب سریع‌تر است.